# 秋田県道50号大曲田沢湖線
秋田県道50号大曲田沢湖線（あきたけんどう50ごう おおまがりたざわこせん）は、秋田県大仙市から仙北郡美郷町を経て仙北市に至県道（主要地方道）である。

## 概要
国道13号大曲バイパスの側道交点から奥羽山脈に向かってほぼ東方向へ進んだあと、仙北郡美郷町で奥羽山脈の麓づたいを北上し、仙北市田沢湖卒田で田沢湖線・秋田新幹線を立体交差して、神代駅付近で終点・国道46号交点へ至る。
2013年10月までは、JR東日本大曲駅前を通る経路が設定されていたが、大曲市街地を通る区間が大仙市道に変更された。

### 路線データ
- 総延長 : 32.848 km[2][3]
- 実延長 : 32.838 km[2]
- 起点 : 秋田県大仙市高梨字沼田11番11（国道13号交点）[4]
- 終点 : 秋田県仙北市田沢湖卒田字上清水1番2（国道46号交点、真崎交差点）[4]
- 指定経由地：仙北郡美郷町、仙北市角館町下タ町
- 未供用区間 : なし[2]

## 歴史
- 1983年（昭和58年）1月11日 - 秋田県道に認定される[4]。
- 1993年（平成5年）5月11日 - 建設省から、県道大曲田沢湖線が大曲田沢湖線として主要地方道に指定される[5]。
- 2002年（平成14年）5月7日 - 県道305号の区間が変更され、起点から大曲市丸子町240番1地先まで重複区間となる[6]。
- 2013年（平成25年）11月1日 - 大仙市佐野町12番1地先（従来の起点）から高梨字沼田11番11（国道13号交点）までの認定を解除し、大仙市高梨字沼田11番11から仙北市田沢湖卒田字上清水1番2までの31.1 kmを現道とする[3]。

## 路線状況

### 重複区間
- 秋田県道305号千畑大曲線（大仙市大仙市高梨字沼田起点・県道305号終点 - 高梨字金堀・交点）
- 仙北広域農道（大仙市高梨・交点 - 大仙市払田・交点）

### 冬期閉鎖区間
- なし[7]

### 交通不能区間
- なし[8]

## 地理

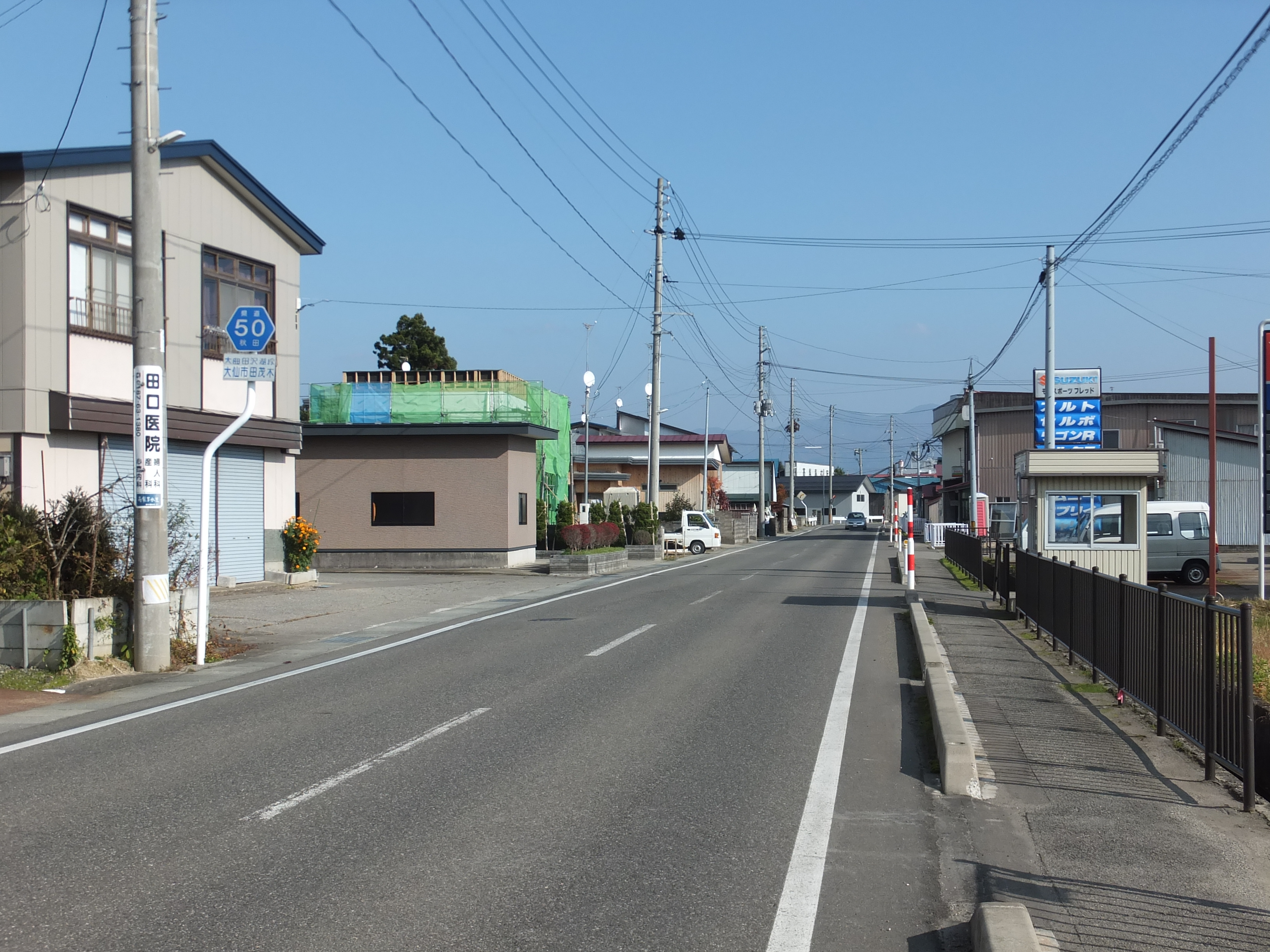
大仙市高梨字田茂木にて

- 玉川

### 通過する自治体
- 秋田県
  - 大仙市 - 仙北郡美郷町 - 大仙市 - 仙北市

### 交差する道路
| 施設名     | 接続路線名                                            | 備考                                 | 所在地                                                                                          |
| ---------- | ----------------------------------------------------- | ------------------------------------ | ----------------------------------------------------------------------------------------------- |
|            | 国道13号 大曲バイパス （=重複秋田県道12号花巻大曲線） | 起点 県道305号終点                   | 大仙市高梨字沼田                                                                                |
|            | 秋田県道305号千畑大曲線                               |                                      | 大仙市高梨字金堀北緯39度27分39.05秒 東経140度30分27.54秒                                        |
|            | 仙北広域農道                                          | - 農道経由 (500 m) で県道305号に接続 | 大仙市高梨北緯39度27分21.7秒 東経140度31分41秒 大仙市払田北緯39度27分54.7秒 東経140度32分13.5秒 |
|            | 秋田県道11号角館六郷線                                |                                      | 仙北郡美郷町土崎北緯39度28分0.55秒 東経140度34分57.07秒                                         |
|            | 秋田県道305号千畑大曲線                               | 県道305号起点                        | 仙北郡美郷町黒沢字西野北緯39度29分24.44秒 東経140度37分44.2秒                                   |
|            | 秋田県道259号長信田羽後長野停車場線                   | 県道259号起点                        | 大仙市太田町斉内字高野北緯39度31分33.15秒 東経140度37分25.24秒                                  |
|            | 秋田県道306号豊岡長野線                               | 県道306号起点                        | 大仙市豊岡字中荒井野北緯39度33分28.33秒 東経140度36分40.97秒                                    |
|            | 秋田県道258号白岩角館線                               | 県道258号起点                        | 仙北市角館町白岩字前郷北緯39度35分11.25秒 東経140度36分49.41秒                                  |
|            | 奥羽山麓大規模農道 （みずほの里ロード）               |                                      | 仙北市角館町白岩北緯39度35分45.03秒 東経140度36分57.23秒                                        |
|            | 〈玉川〉                                              |                                      | 仙北市角館町広久内                                                                              |
|            | 秋田県道257号広久内角館停車場線                       | 県道257号起点                        | 仙北市角館町広久内字上中川原北緯39度36分24.64秒 東経140度37分18.57秒                            |
| 真崎交差点 | 国道46号                                              | 終点                                 | 仙北市田沢湖卒田                                                                                |

### 沿線の施設
- 払田柵跡
- 大仙市役所・仙北総合支所
- 美郷町役場（県道11号経由）
- JR東日本 田沢湖線 神代駅（秋田県道181号神代停車場線接続）